# Генуя
Ге́нуя (італ. Genova [dʒɛ ːnova], ліг. Zena [ze ːna], лат. Genua, Ianua) — портове місто на півночі Італії, головне місто провінції Генуя та регіону Лігурія, на відстані близько 410 км на північний захід від Рима. Генуя розміщена на березі Генуезької затоки Лігурійського моря, облямованої Апеннінськими горами. Це узбережжя має назву «Лігурійська Рив'єра»— курортна зона, яка вузькою довгою дугою тягнеться більш ніж на 300 км, від кордону з Францією до Тоскани. Гори захищають узбережжя від холодних вітрів і тут тепло навіть взимку. Центром Лігурійської Рив'єри є Генуя, яка ділить її на дві основні частини:
«Узбережжя призахідного сонця» (Riviera di Ponente) — розширення на захід від Генуї до кордону з Францією, та «Узбережжя висхідного сонця» (Riviera di Levante) — між Генуєю та Капо Корво.
Шосте за кількістю населення місто країни. Утворює агломерацію Велика Генуя з населенням понад 800 тисяч осіб. 
Найбільший морський порт Італії; міжнародний аеропорт імені Христофора Колумба; метрополітен. Історичний центр межує зі старим портом. Палаци знаті (Palazzi dei Rolli) під охороною  ЮНЕСКО.
У давнину — поселення лігурів, завойоване римлянами у III столітті до н. е. З XI століття вело активну торгівлю у Середземному морі; завдяки участі у хрестових походах перетворилося на могутню Генуезьку республіку з численними заморськими колоніями. Після поразки у війні з Венецією та внаслідок зміщення торгових шляхів в Атлантичний океан у XIV — XVI століттях, республіка занепала, втративши незалежність у 1797.
Вважається Батьківщиною Христофора Колумба. День міста — 24 червня. Покровитель — Іван Хреститель.

## Історія

### Ранній період
У період античності на території нинішнього міста розташовувалася крихітна грецька колонія — тут знайдені залишки грецьких поховань. Під час Пунічних воєн Лігурія виступала на стороні Риму. У 209 р. до н. е. рибальське поселення лігурів було зруйноване військами Карфагену.
Після падіння Римської імперії місцевість була захоплена спочатку остготами, у VI ст.  — візантійцями, потім лангобардами. У VIII столітті ця територія була завойована франками.
Перетворення Генуї в один з найбільших портів Середземномор'я почалося у X столітті, особливо після набігу Фатімідів у 934 році, після якого містяни під керівництвом єпископа та місцевого феодального володаря (віконта) побудували нові міські укріплення та взялися зміцнювати зв'язки з іншими християнськими центрами. З того часу генуезькі кораблі стали регулярно заходити у порти Іспанії та Палестини.

### Генуезька республіка

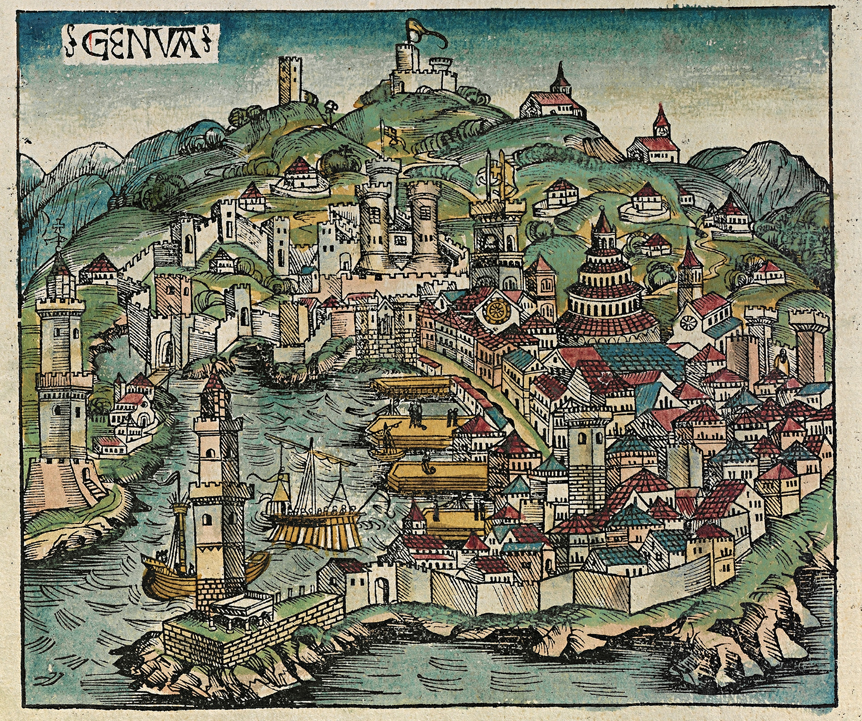
Генуя 1493 року

До початку XII століття Генуя стає незалежним містом-державою. Формально визнаючи владу імператора Священної Римської імперії та єпископа, Генуєю фактично керувала рада виборних консулів. Особливість генуезької таласократії полягала в тому, що найвпливовіші сім'ї — Фієскі, Спінола, Доріа, Грімальді — захищали торгові інтереси різних цехів і тим самим врівноважували одна одну. Містом керували як торговою компанією, проте постійні політичні чвари довгий час аніскільки не заважали його розвиткові.
У часи хрестових походів за своїм багатством та впливом Генуя перевершувала багато королівств Європи. Поряд з Пізою, Венецією, Гаетою та Амальфі це була морська республіка з населенням 100 000 осіб (серед яких багато вихідців з інших земель), з розвиненою торгівлею, суднобудівною промисловістю та банківською системою.
Економічний добробут Генуї залежав від розгалуженої мережі колоній. Часом це були окремі будівлі (торгові факторії), подекуди — міські передмістя (наприклад, Галата під Константинополем), а іноді генуезці заволодівали цілими островами та узбережжями (наприклад, Корсикою та північною частиною Сардинії). Проникання генуезців до східних морів здійснювалося як за допомогою дипломатичних домовленостей, так і шляхом прямого військового вторгнення. Завдяки союзу з візантійським імператором (1261) та монголами Генуї вдалося влаштуватися у Кафі (Феодосія), Тамані, Тані та інших ключових пунктах Північного Причорномор'я (див. Генуезька Газарія). Перемоги над Пізанським флотом при Мелорі (1284) і над венеційцями при Курцолі (1298) ознаменували настання короткого століття генуезького панування на всьому Середземномор'ї.

#### Період занепаду
Ознаки політичної та економічної кризи проявилися в Генуї в середині XIV століття. Спроби покласти край внутрішнім чварам вилилися у 1339 у введення інституту виборних дожів за венеційським зразком. У 1394—1409 роках Генуя опинилася в політичній залежності від французів, у 1421-1435 — від міланців. До середини XV століття республіка остаточно втратила статус великої держави: Корсика бунтувала, Сардинією заволоділи арагонці, колонії в Леванті страждали від нападів турків та мамелюків. Іспанці, французи та міланці  нападали навіть на республіканську метрополію  — Лігурію.
У 1528 адмірал Андреа Доріа переконав містян прийняти новий порядок управління, за яким дожі обиралися на два роки, але вирішальне слово зберігалося за купецькою олігархією. 1470 року було засновано Генуезький університет, а двадцять років потому найзнаменитіший уродженець Генуї Христофор Колумб відкрив Америку. (Хоча переконливих доказів його генуезького походження не існує, туристам навіть показують будиночок, де нібито народився великий мореплавець). Доріа зробив ставку на союз з Іспанією, який дозволив генуезцям «збирати вершки» з іспанської колонізації Америки, пускаючи до торговельного обігу здобуте там золото. Завдяки цій стратегії наприкінці XVI та початку XVII століття Генуя залишалася однією з найуспішніших земель Італії та вела велике будівництво.
До XVIII століття залежна від американського золота економіка Генуї, як і Іспанії, зазнала повного занепаду, а 1768 року республіка була змушена поступитися французам своїм останнім «заморським володінням» — Корсикою.

### XIX–XXI століття
У 1797 році Наполеон перетворив слабку Генуезьку республіку у французький протекторат під назвою Лігурійська республіка, а через вісім років і зовсім приєднав її до Франції. За умовами Віденського конгресу місто відійшло до П'ємонту, після чого почався його швидкий розвиток як головного порту Сардинського королівства, а потім і всієї Італії. До початку XX століття Генуя вже змогла відібрати у Марселя звання найжвавішого порту на всьому Середземномор'ї.
Генуезька конференція — перша представницька міжнародна конференція, де брали участь країни Четверного союзу та Росія (всого 29 держав); міжнародна зустріч з економічних і фінансових питань, відбувалася з 10 квітня по 19 травня 1922 року. Зокрема, обговорювалося питання статусу ЗУНР.
У 2001 році у Генуї пройшов саміт «Великої вісімки», що супроводжувався найбільшими протестами антиглобалістів (одна людина загинула).

## Демографія
Населення за роками:

У ХІІІ — XV століттях 4–10 % населення Генуї становили раби із Золотої Орди, половину з яких складали русинки і черкешенки. Їхня їхня присутність, крім демографічно-економічного ефекту, викликала й соціальні напруги — зростання злочинності, збільшення кількості безбатченків тощо.
Станом на 1 січня 2023 року в муніципалітеті офіційно проживали 60 544 іноземці з 158 країн, серед них 9044 громадяни країн Євросоюзу та 2260 громадян України.

## Клімат
У місті субтропічний клімат з прохолодною зимою та спекотним літом.
| Клімат Генуї          | Клімат Генуї | Клімат Генуї | Клімат Генуї | Клімат Генуї | Клімат Генуї | Клімат Генуї | Клімат Генуї | Клімат Генуї | Клімат Генуї | Клімат Генуї | Клімат Генуї | Клімат Генуї | Клімат Генуї |
| Показник              | Січ.         | Лют.         | Бер.         | Квіт.        | Трав.        | Черв.        | Лип.         | Серп.        | Вер.         | Жовт.        | Лист.        | Груд.        | Рік          |
| Середній максимум, °C | 10,9         | 11,8         | 14,2         | 16,8         | 20,5         | 23,9         | 27,2         | 27,2         | 24,3         | 20,3         | 15,1         | 12,0         | 18,7         |
| Середній мінімум, °C  | 5,0          | 5,7          | 7,9          | 10,6         | 14,1         | 17,5         | 20,6         | 20,5         | 17,7         | 14,0         | 9,3          | 6,1          | 12,4         |
| Норма опадів, мм      | 106.4        | 95.1         | 105.8        | 85.3         | 75.6         | 53.2         | 26.8         | 80.8         | 98.6         | 153          | 110.5        | 81.1         | 1072.2       |
| --------------------- | ------------ | ------------ | ------------ | ------------ | ------------ | ------------ | ------------ | ------------ | ------------ | ------------ | ------------ | ------------ | ------------ |
| Джерело: meteoAM      |              |              |              |              |              |              |              |              |              |              |              |              |              |

## Транспорт
- Генуезький порт
- Міжнародний аеропорт імені Христофора Колумба знаходиться в західній частині міста, приблизно за 10 км від центру.
- Від Генуї розходяться 5 основних залізничних шляхів: Генуя — Вентімілья, Спеція — Піза — Рим, Овада, Мілан та Турин.
- Велика частина автотрас була побудована у 30-і роки XX століття, однак вони багаторазово перебудовувалися і оновлювалися.
- Генуезький метрополітен

## Архітектура
Осередком життя Генуезької республіки була площа Банкі (Piazza Banchi), прикрасою якої є «Ложа купців» (Loggia dei Mercanti) — місце, де була відкрита перша в Італії товарна біржа. Центральною площею сучасного міста є Площа Феррарі (Piazza De Ferrari). Вулиця Святого Лаврентія (Via S. Lorenzo) виводить до однойменного собору (Cathedral of St. Lorenzo), освяченому у 1118 році Папою Геласієм II; основні перебудови його фасаду відносяться до початку XIV і середини XVI століття. Соборна каплиця Івана Хрестителя (Cappella di San Giovanii) (1450-1465) планувалася як вмістилище християнських реліквій Генуї, переважно пов'язаних з ім'ям святого. Найколоритнішим нагадуванням про середньовічну могутність Генуї є високі ворота Сопрана (Porta Soprana) — вцілілий фрагмент міської стіни XII століття.
Палац дожів будувався за декілька заходів та відображає смаки різних епох; загальна площа його споруд перевищує 35 тис. м².
У місті збереглися палаци генуезької аристократії (Palazzi dei Rolli). У 2006 році вони був оголошені пам'ятками всесвітньої спадщини та знаходяться під захистом ЮНЕСКО. Палац сардинських королів (Palazzo Reale) належить до пізнішої епохи; побудований у стилі бароко.
Головний міський оперний Театр Карло Феліче (Teatro Carlo Felice, 1828) повністю вигорів під час Другої світової війни, але згодом був відновлений. Цікава етнографічна колекція представлена у музеї культур світу (Museo delle culture del mondo).
На дні бухти Сан-Фруттуозо недалеко від Генуї розташована статуя Христа, відома як Христос із безодні. Поблизу міста знаходяться Акваріум Генуї (Acquario di Genova) та цвинтар Стальєно (Cimitero monumentale di Staglieno), що потопає у зелені, і славиться на весь світ своїми мармуровими статуями.

## Палаци Генуї

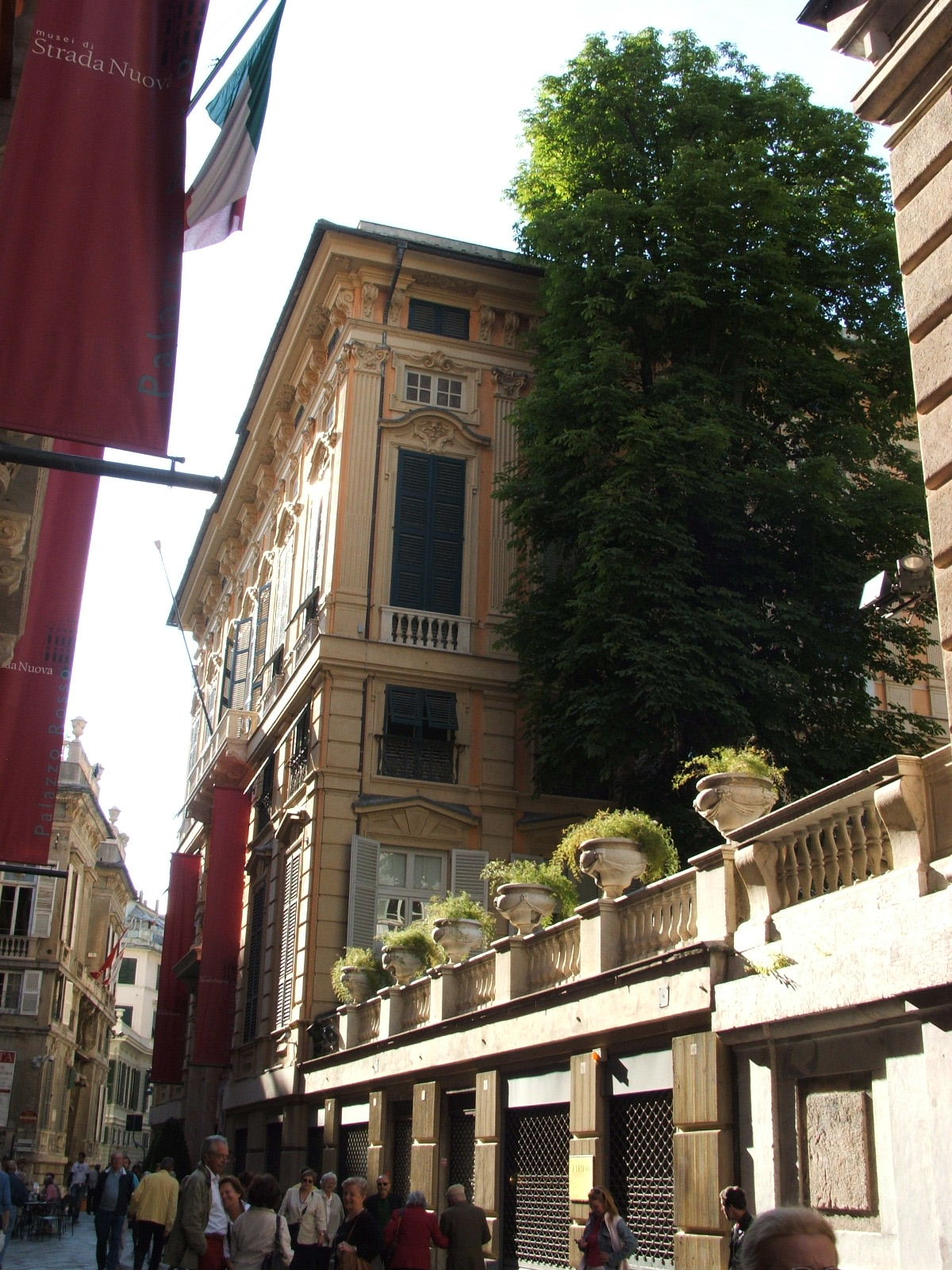
Генуя. Палаццо Доріа-Турсі, фото 2008 р.
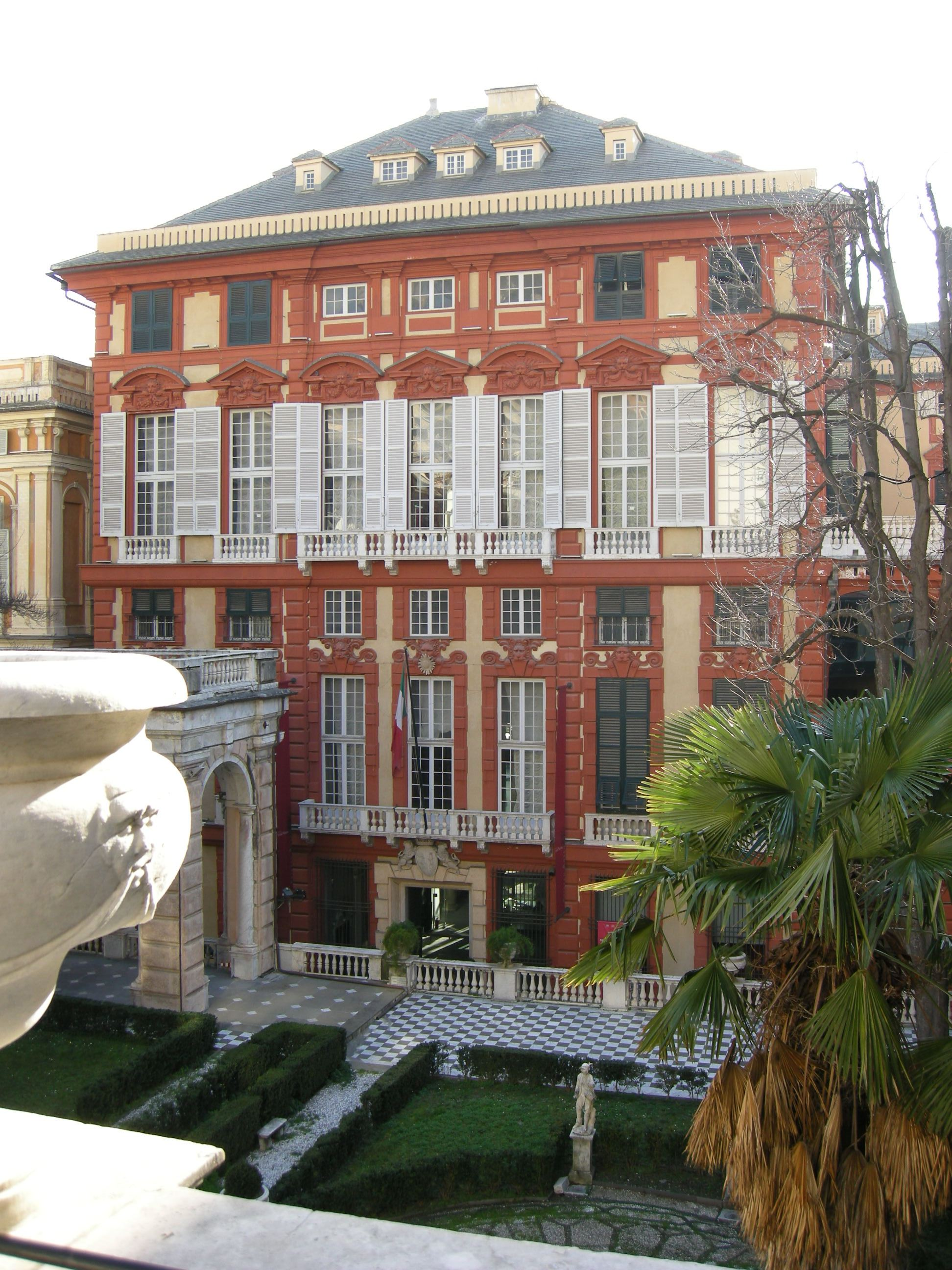
Генуя. Палаццо Россо, фото 2011 р.
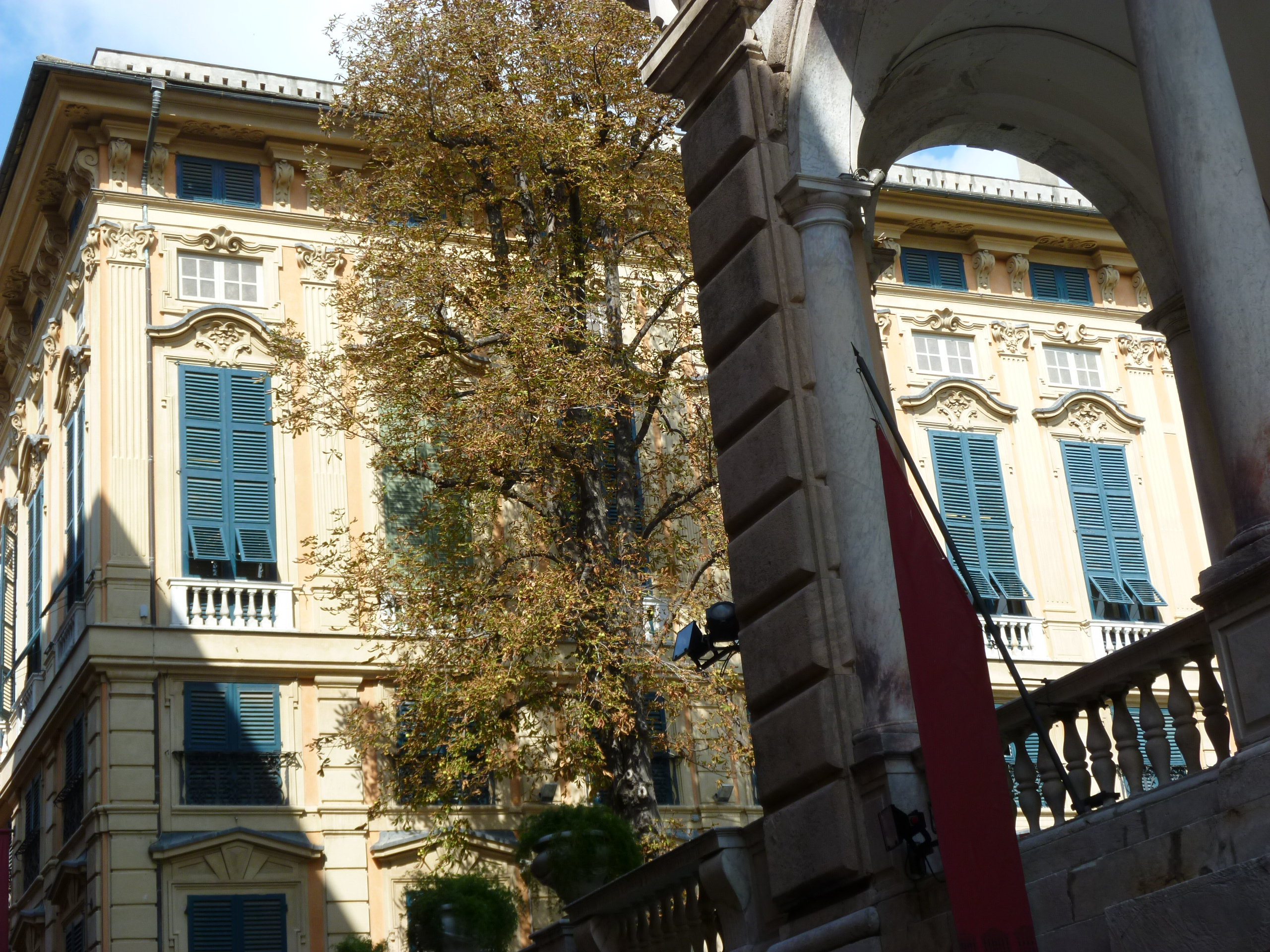
Генуя. Палаццо Бьянко, бічний фасад, фото 2011 р.
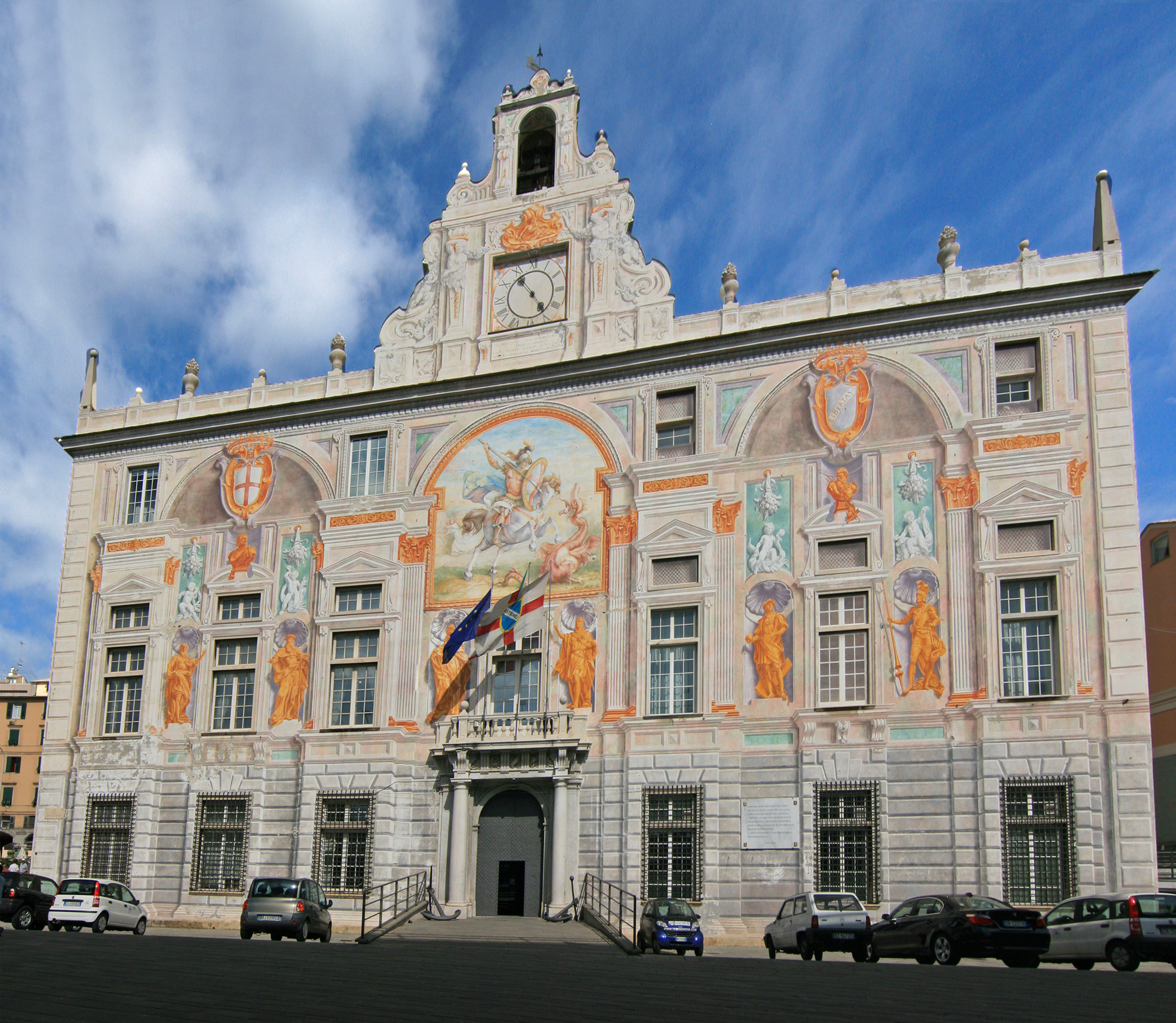
Генуя. Палаццо Сан-Джорджо

## Присутність української церковної громади в Генуї
Українська громада у Генуї заснована і розпочала свою активну діяльність у  листопаді 2003 року з капеланом о.Віталієм Тарасенком, запропонованим  координатором українців УГКЦ в Італії о. Василієм Поточняком і Апостольським  Візитатором кир Глібом Лончиною.
У 2013 році минуло 10 років нашого спільного життя у Католицькій Церкві Генуї згідно з християнськими принципами та східною духовністю Візантійського обряду з цієї нагоди відбулись великі святкування у присутності Апостольського Візитатора Преосвященного владики Діонізія Ляховича, Кардинала Анджело Бан'яско, Архиєпископа Генуї та Високодостойного Посла України при республіці Італія Євгена Перелигіна.
У неділю 19 червня 2011 року Блаженніший Святослав очолив Архиєрейську Божественну Літургію у храмі Св.Степана в м.Генуя з нагоди Пастирського візиту як новообраний глава УГКЦ. Тоді ж відбувлась перша зустріч із Кардиналом Анджело Бан'яско, Архиєпископом Генуї та Головою Єпископської Конференції в Італії
Церковна громада налічує від 200 до 300 осіб. Щонеділі у храмі святого Степана збирається 100-150 віруючих. Громада бере активну участь у громадських, культурних подіях міста. Для приїзджих груп парафіяни проводять екскурсії.
Богослуження відбуваються у Неділю  Божественна Літургія 12.00 — 14.00 та Четвер 16.00 — 18.00 за адресою Genova, piazza S.Stefano Стародавній храм знаходиться у центрі міста Chiesa di Santo Stefano (Genova)
У Генуї Існує Почесне консульство України

## Сусідні муніципалітети
| - Аренцано - Баргальї - Больяско - Бозіо - Кампомороне | - Черанезі - Даванья - Мазоне - Меле - Міньянего | - Монтоджо - Сант'Ольчезе - Сасселло - Серра-Рікко - Сорі | - Тільєто - Урбе |

## Особи, пов'язані з містом
- Жауме Феррер (біля 1346 р.)  — генуезький мореплавець, що в 1346 році вирушив з Пальми на Майорці до західноафриканського узбережжя на пошуки «Золотої Річки»
- Бернардо Строцці(1581—1644)  — художник доби бароко, уродженець Генуї.
- Доменіко Фйязелла (1589—1669)  — художник доби бароко.
- Доменіко Піола (1627—1703)  — художник доби бароко.
- Філіппо Пароді (1630—1702)  — скульптор доби бароко, уродженець Генуї.
- Франческо Марія Саулі, дож Генуї, меценат
- Йоган Лукас фон Гілдебрандт (1668—1745) — архітектор доби австрійського бароко, військовий і придворний інженер
- Анджела Брамбаті — учасниця гурту Ріккі е Повері;
- Франко Ґатті — учасник гурту Ріккі е Повері;
- Даніела Дессі — італійська оперна співачка, сопрано;
- Мікеле Джузеппе Канале — дослідник історії Північного Причорномор'я;
- Алессандро Маньяско — талановитий представник генуезької школи живопису, живописець доби бароко;
- Марина Окк'єна — учасниця гурту Ріккі е Повері, співачка, актриса
- Денієл О'Коннел — ірландський політик.
- Паоло Вілладжо- актор, письменник, режисер, уродженець Генуї
- Вітторіо Гассман (1922—2000) — італійський кіноактор
- Маріса Солінас (*1941) — італійська акторка і співачка.

## Міста-побратими
| - США, Балтимор - США, Колумбус - Греція, Афіни (грец. Αθήνα) - Греція, Хіос(1985) - Хорватія, Рієка (2004) - Азербайджан, Сумгаїт | - Франція, Марсель - Україна, Одеса - Росія, Санкт-Петербург(2002) - Росія, Єкатеринбург - Росія, Тамбов |

## Галерея

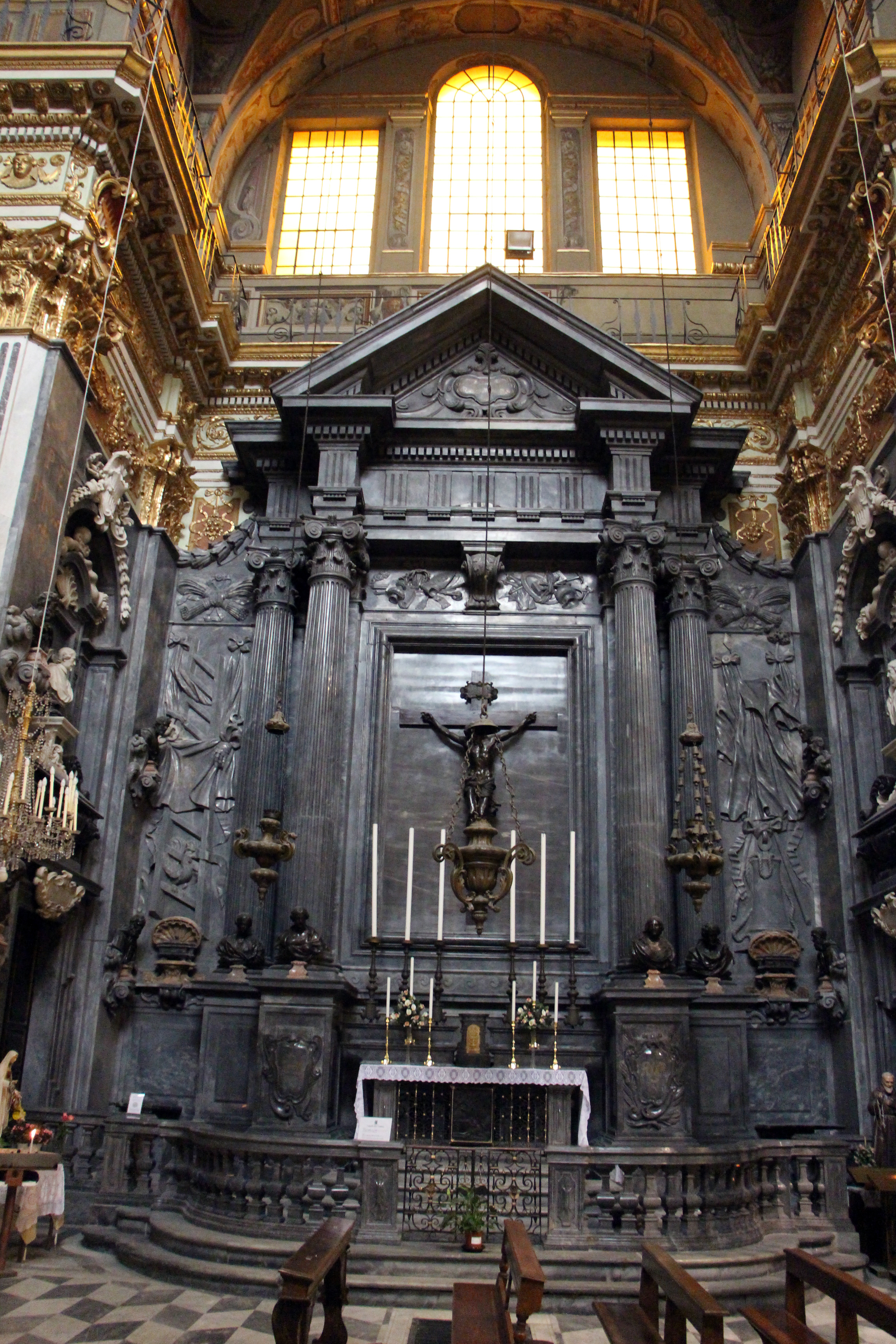
Генуя, церква Санті Вітторе е Карло, каплиця Францоні, вівтар Івана Хрестителя.
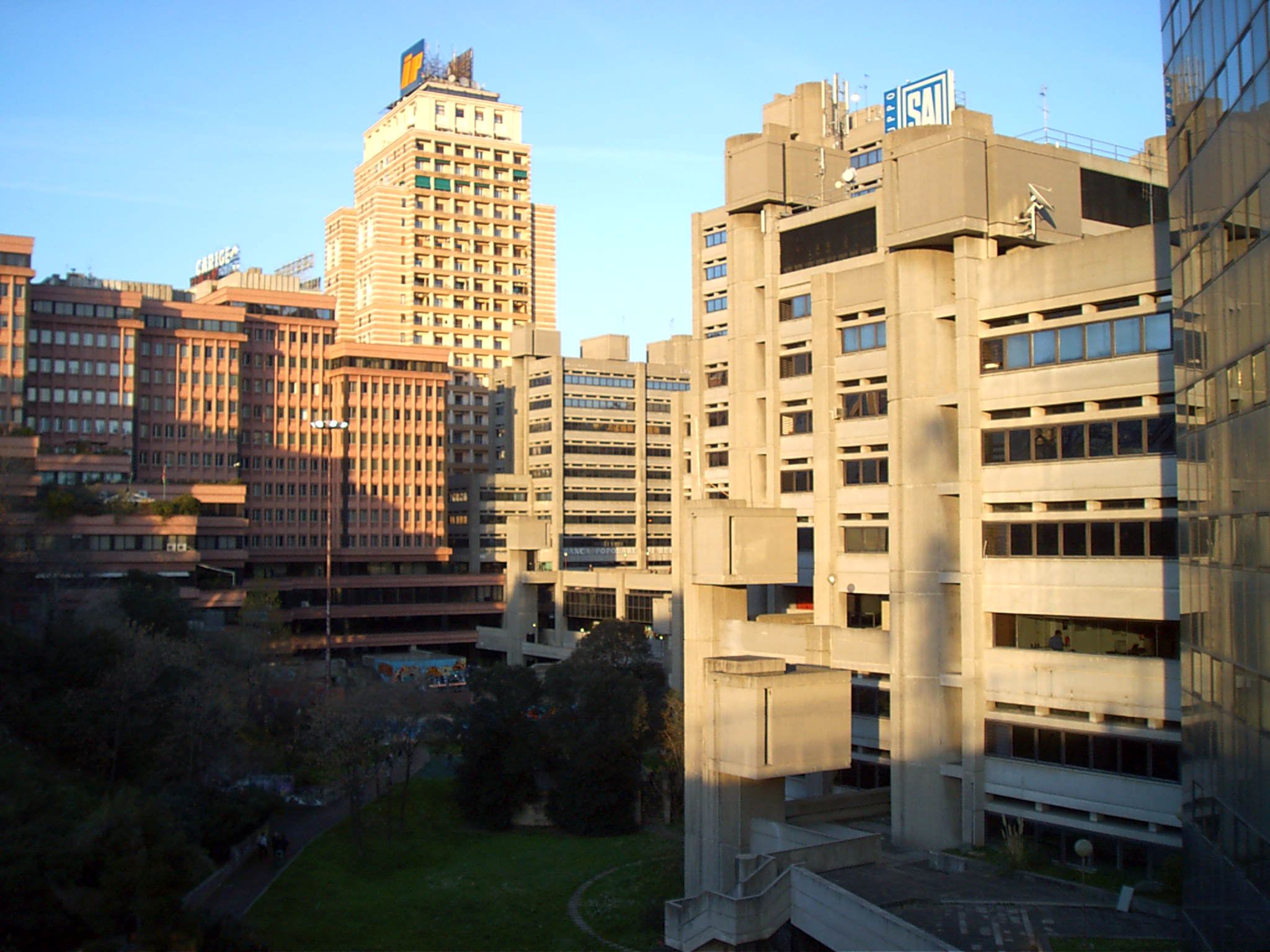
Урядовий комплекс регіону Лігурія (Centro dei Liguri)
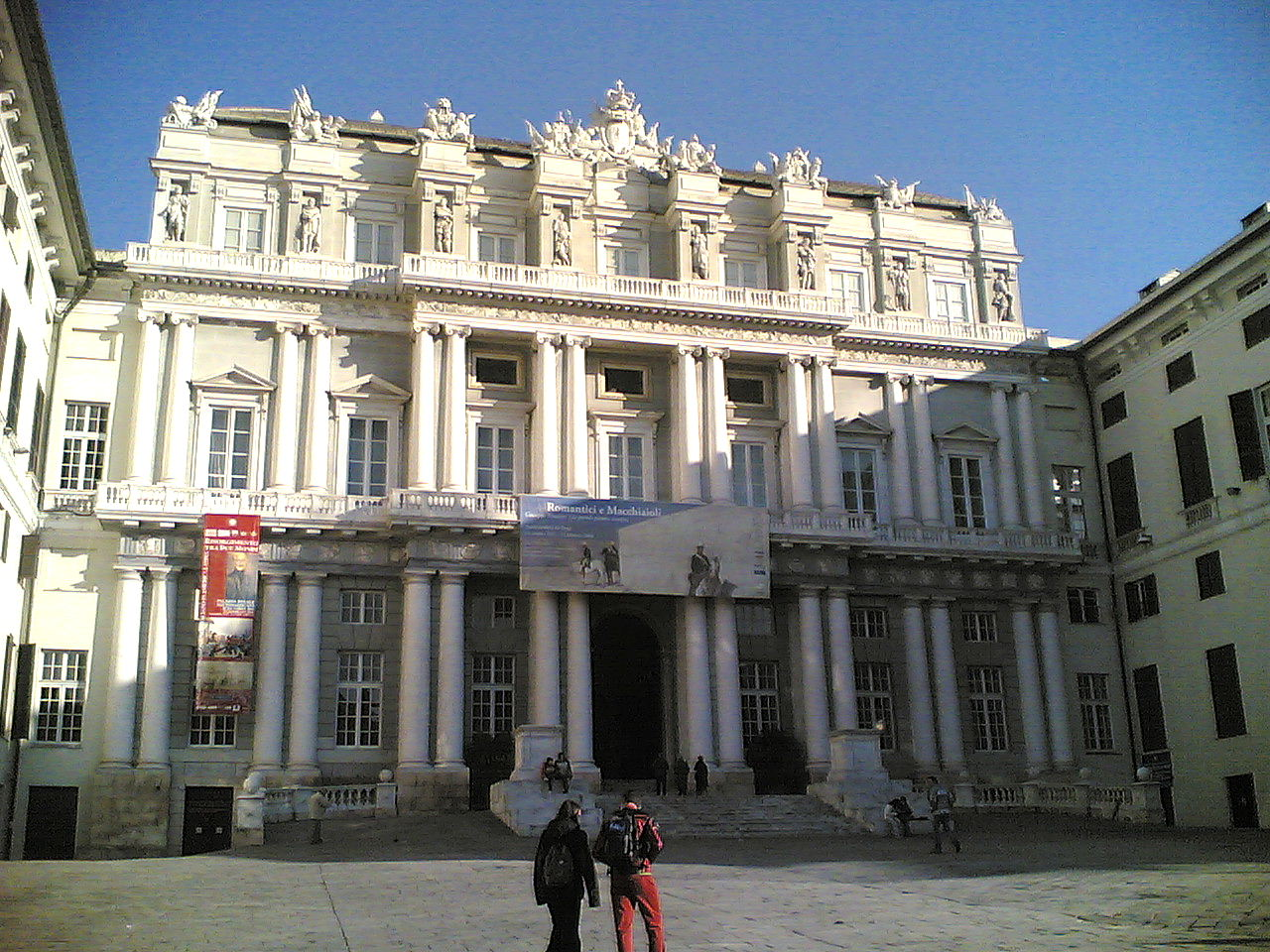
Палац дожів на площі Маттеотті
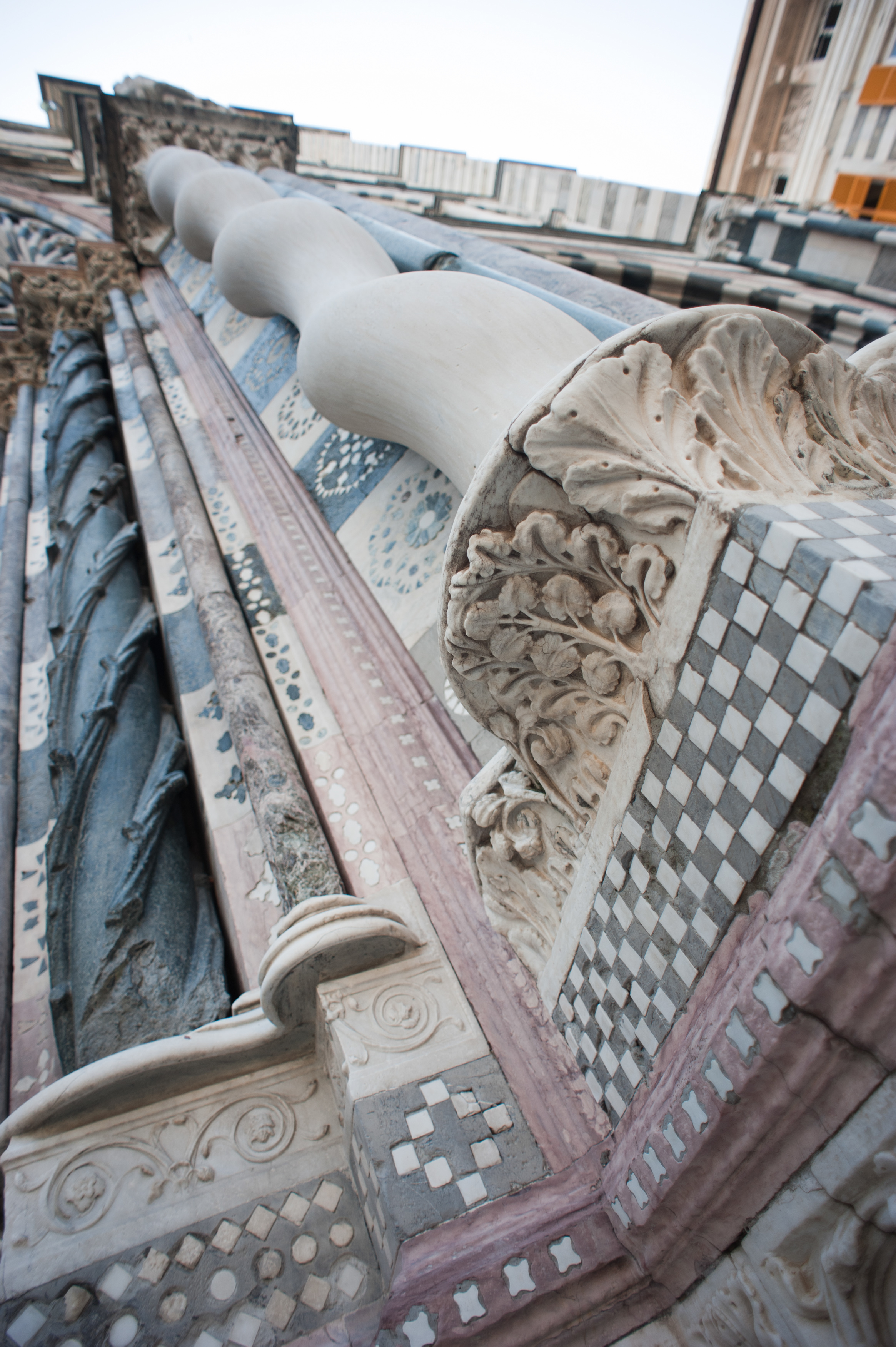
Кафедральний собор Сан Лоренцо
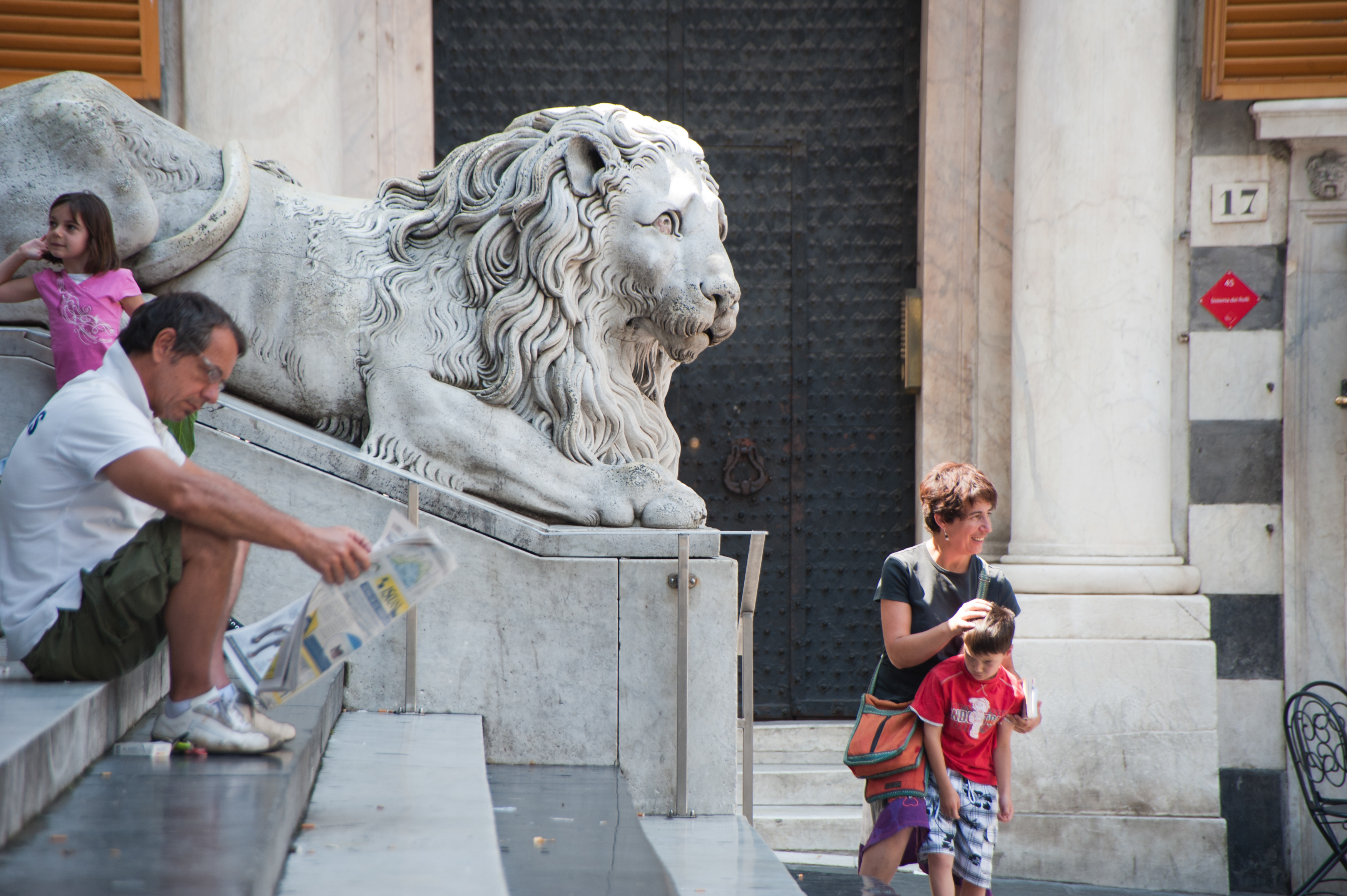
Кафедральний собор Сан Лоренцо (фасад, статуя лева)
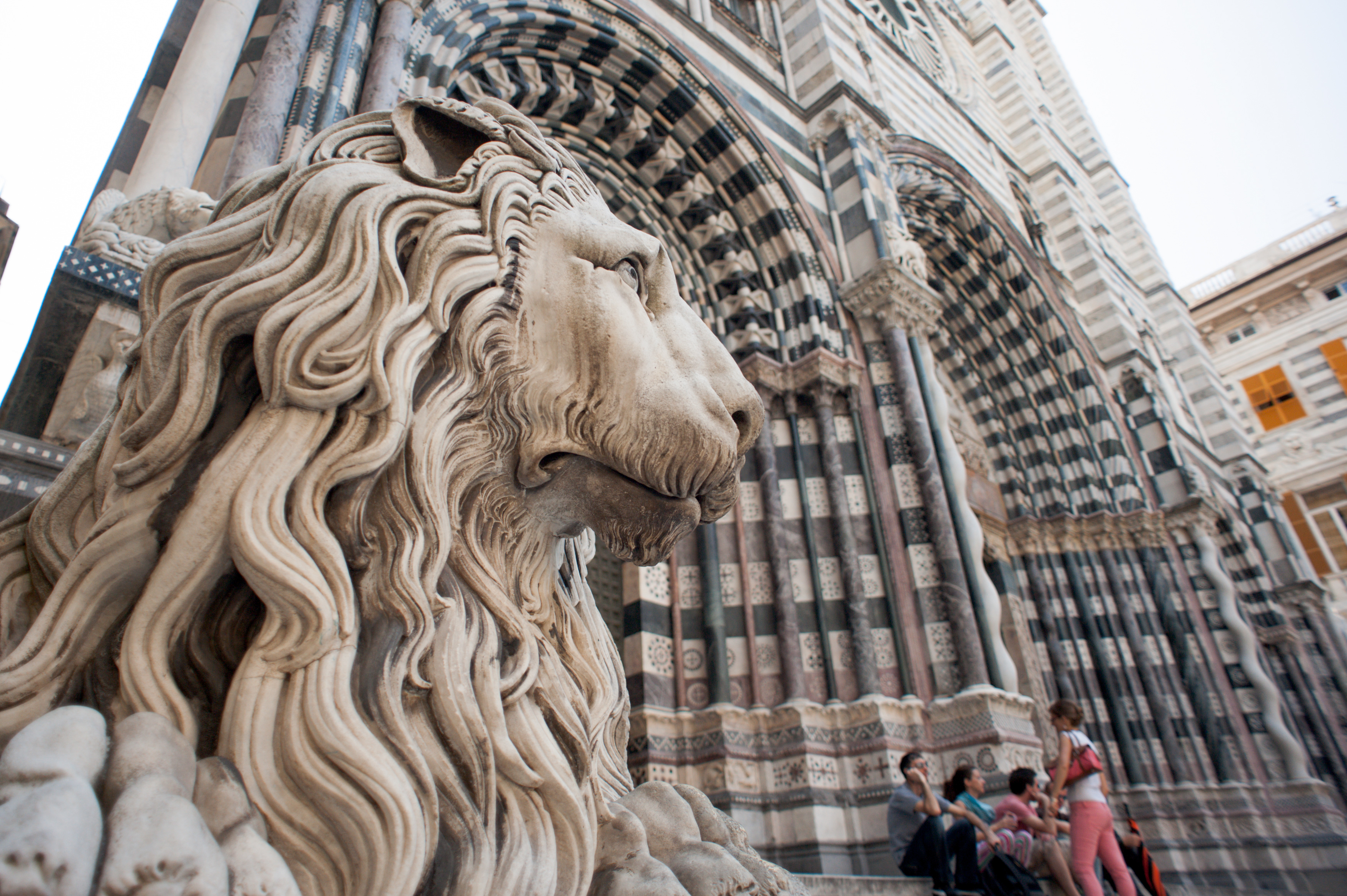
Кафедральний собор Сан Лоренцо (фасад)
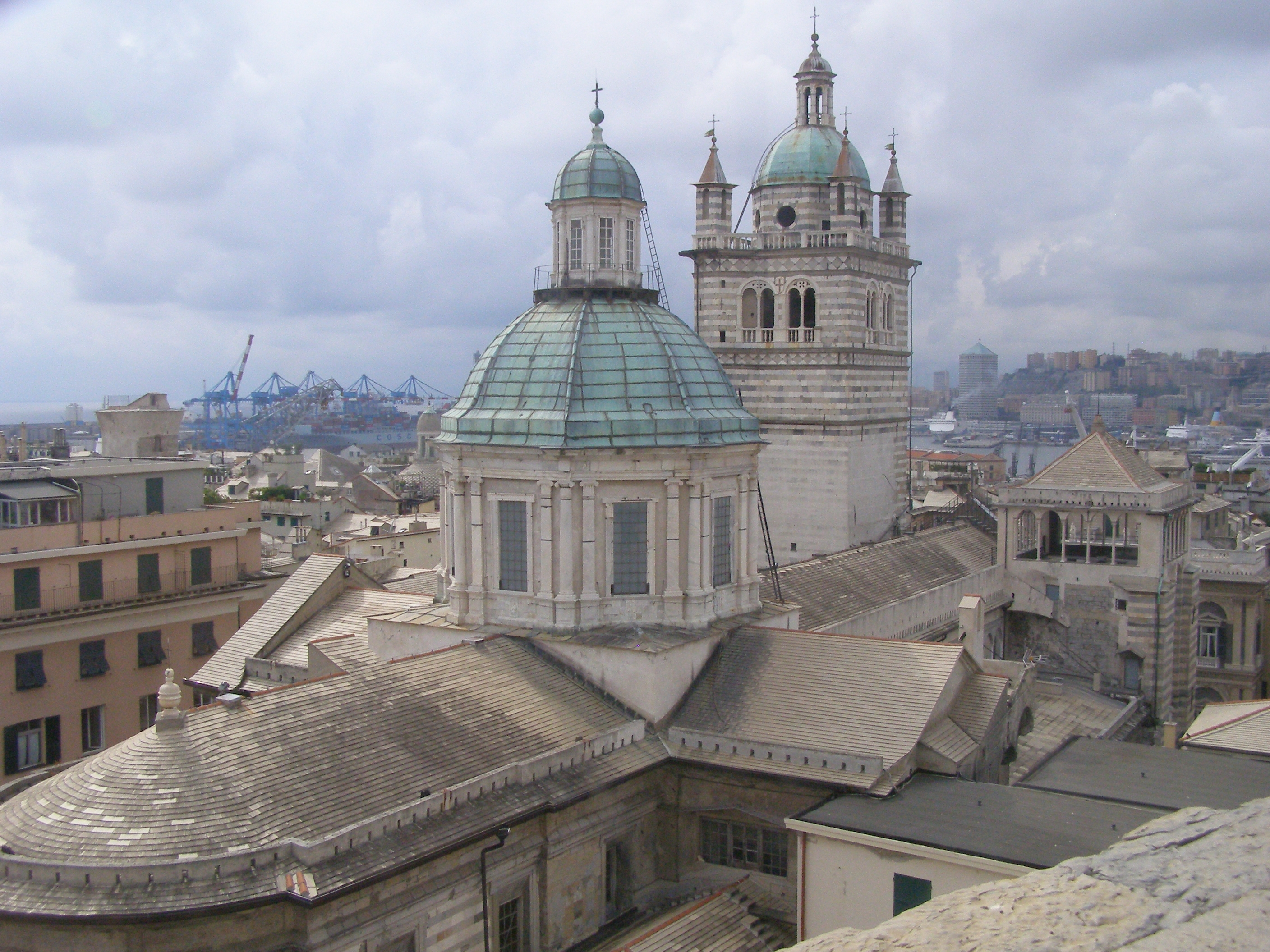
Кафедральний собор Сан Лоренцо
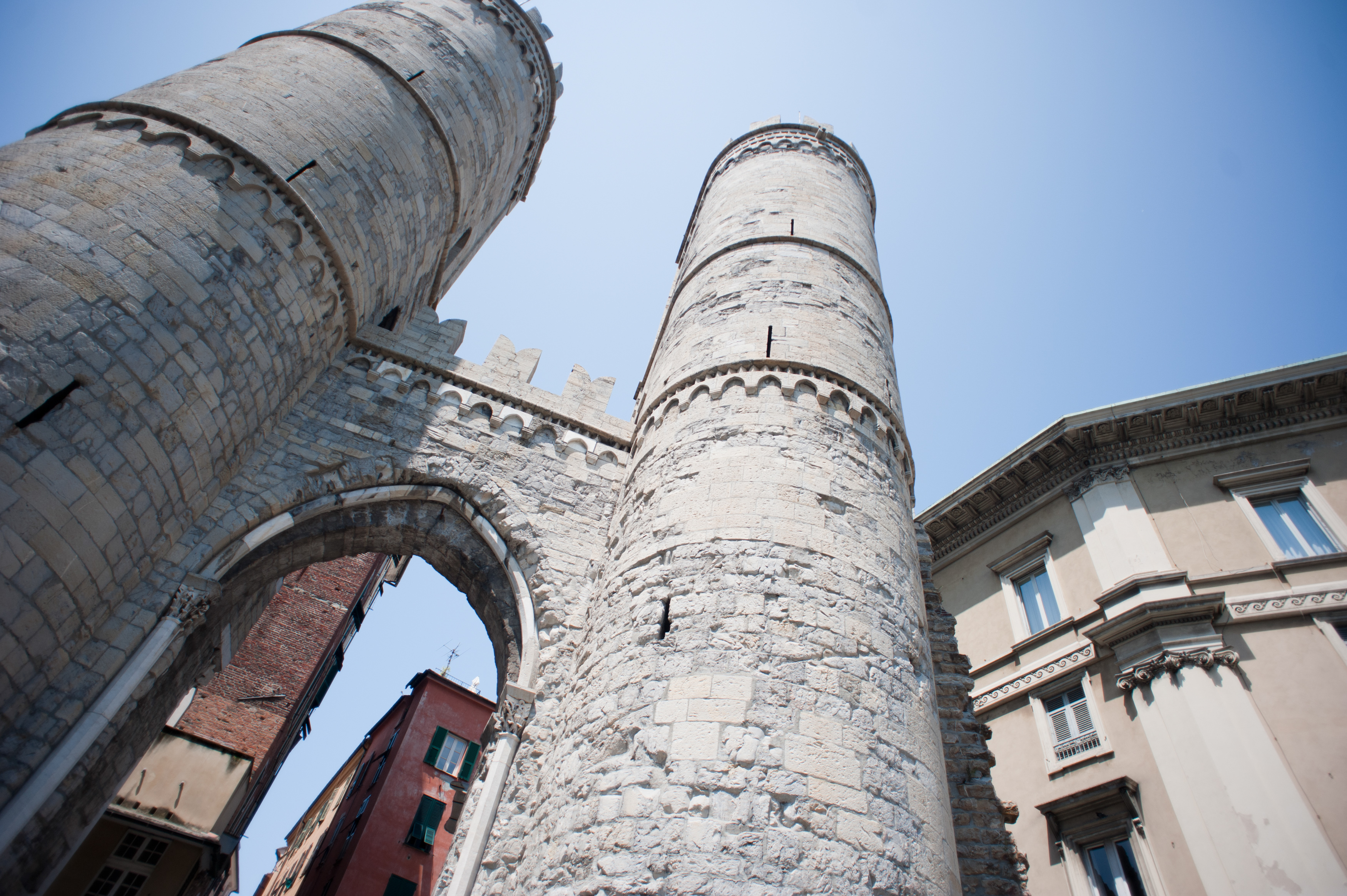
Середньновічні ворота Порта Сопрана — частина міських укріплень XII століття
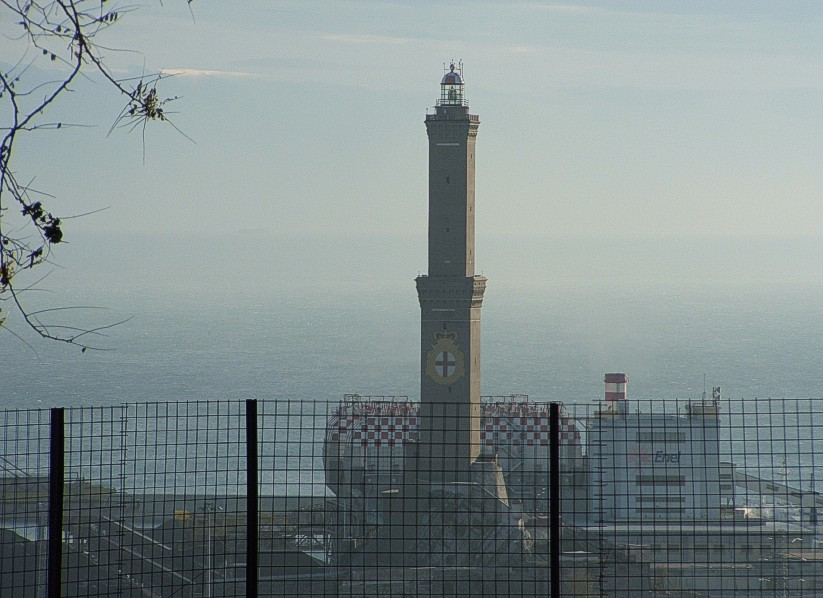
Маяк
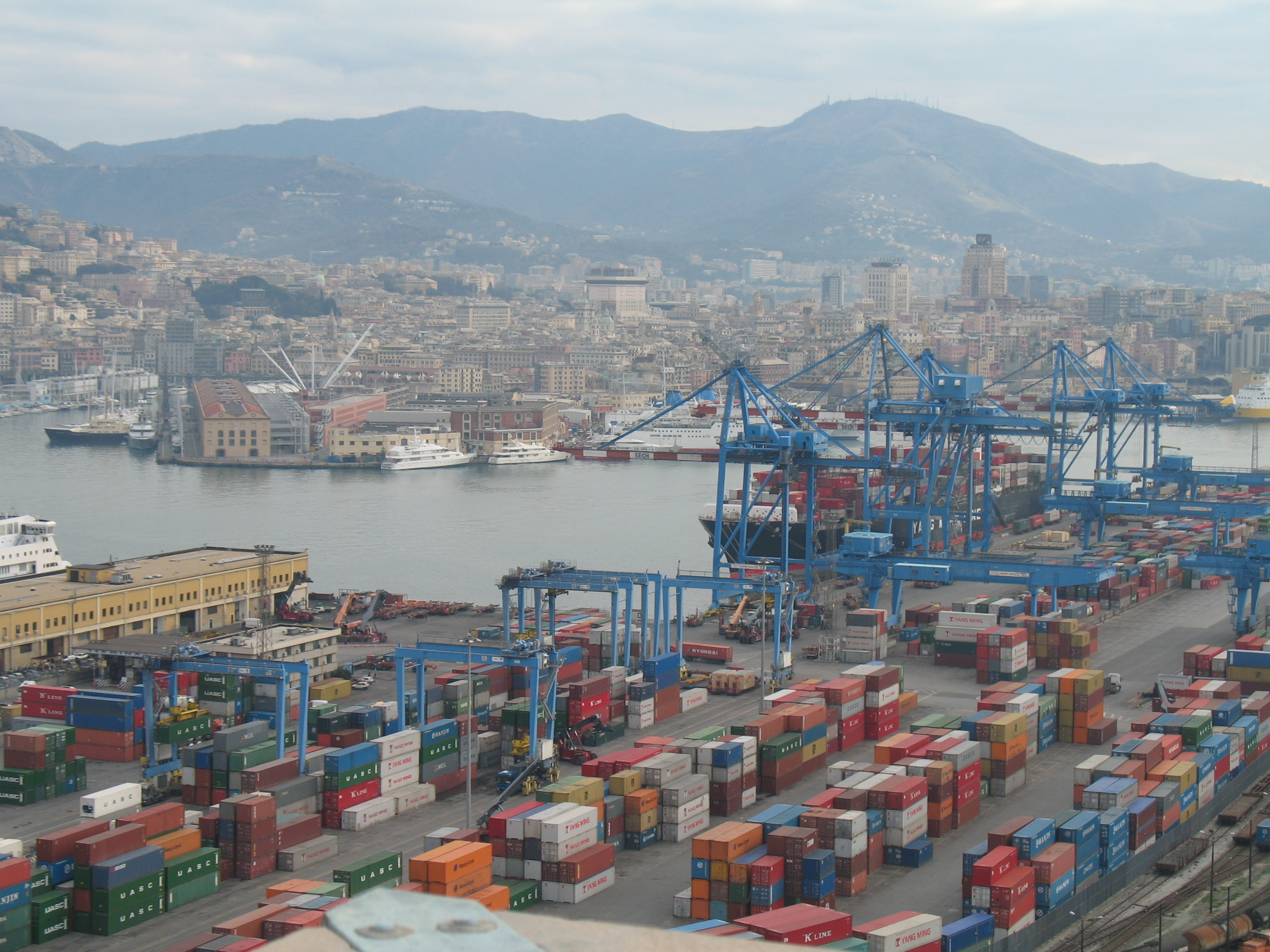
Морський порт Генуї
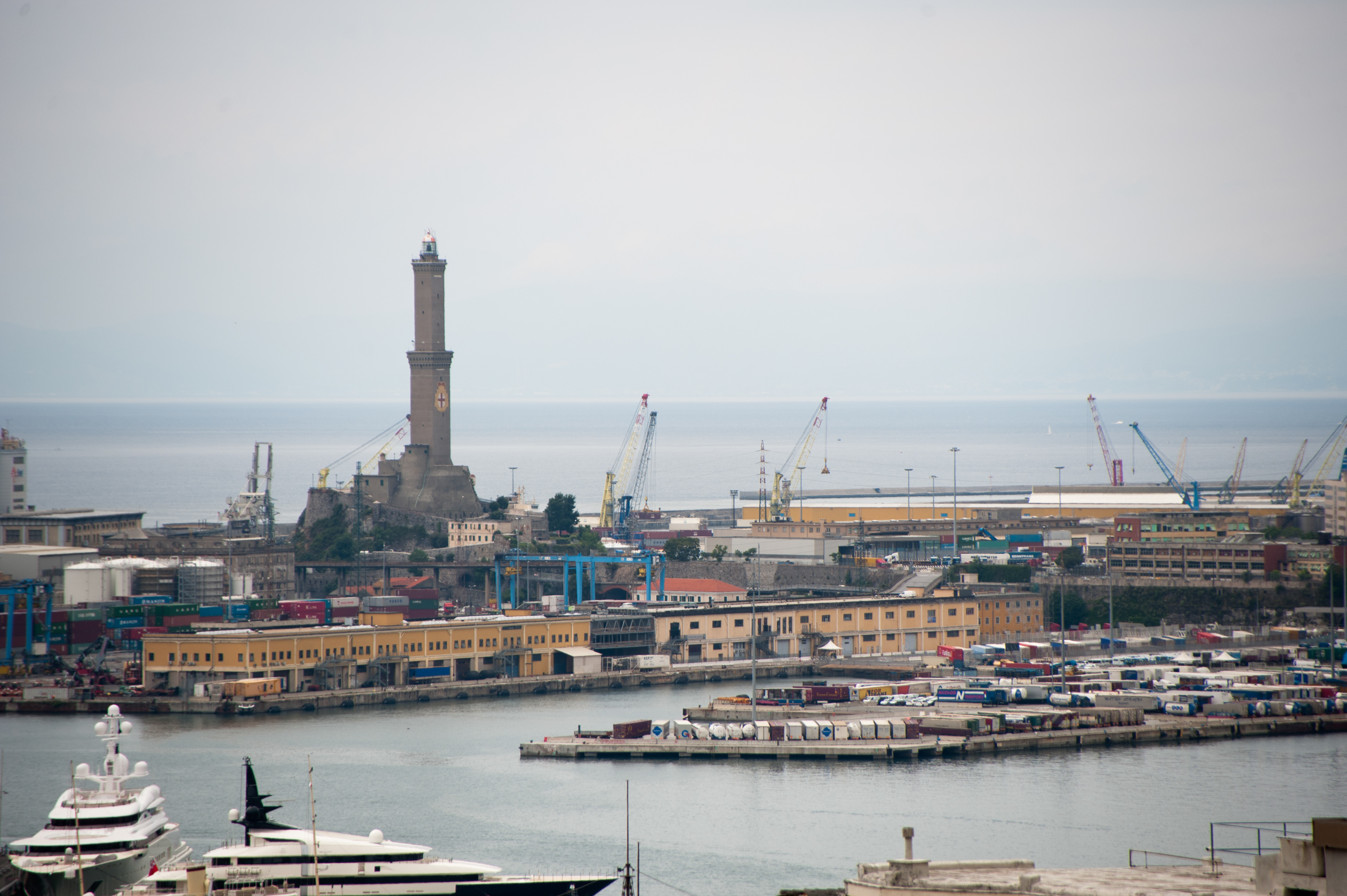
Порт Генуї
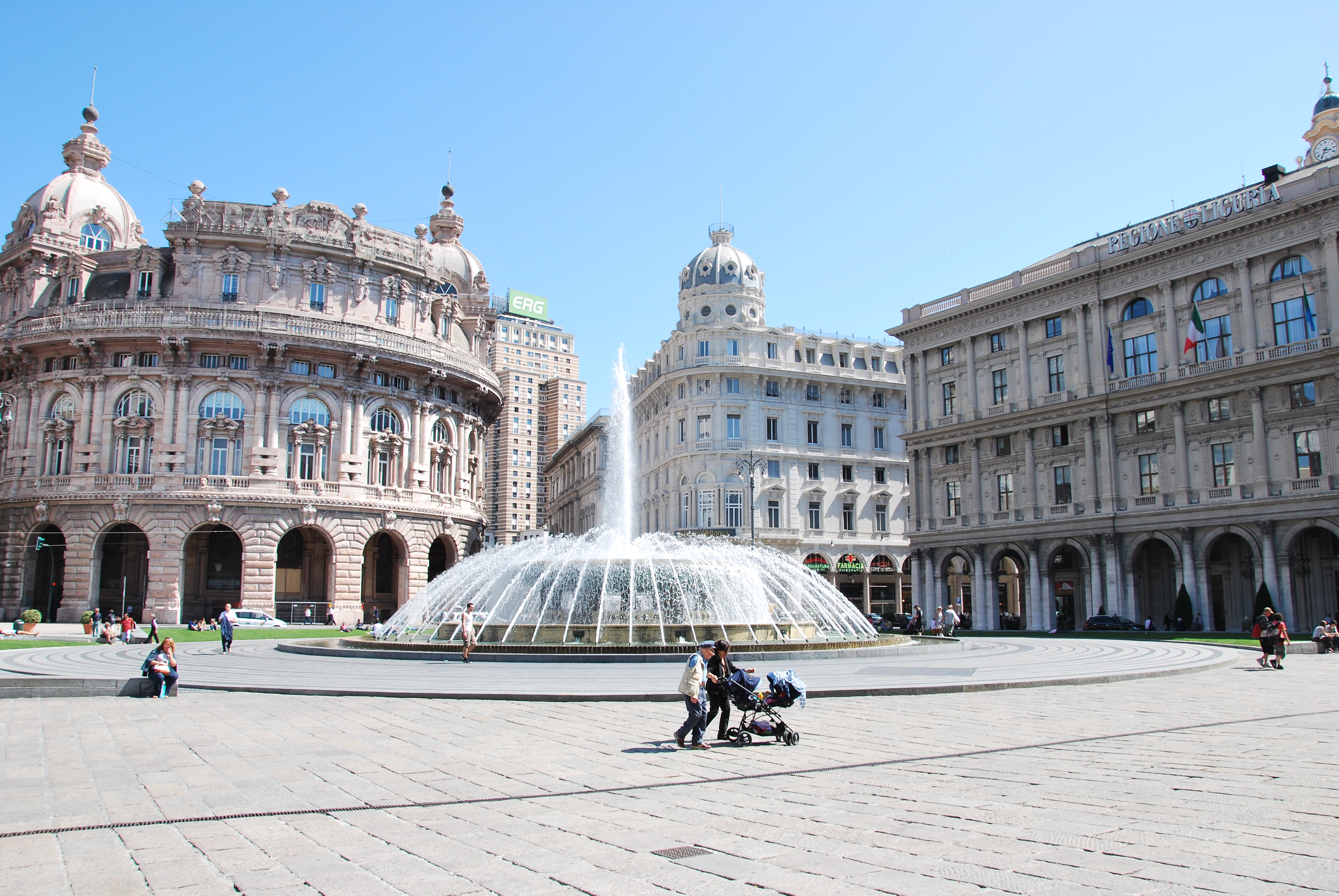
Площа Феррарі
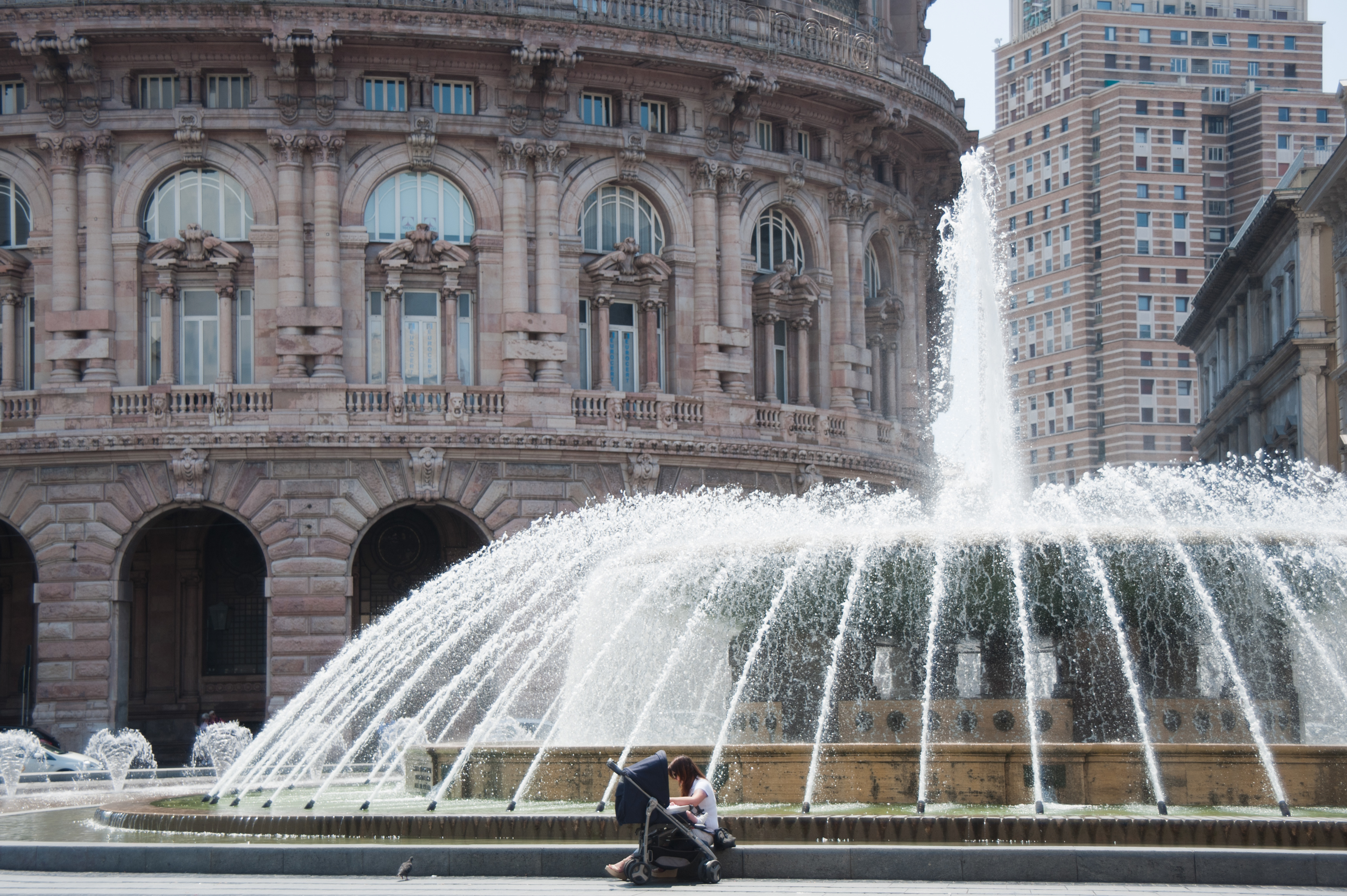
Фонтан на площі Феррарі
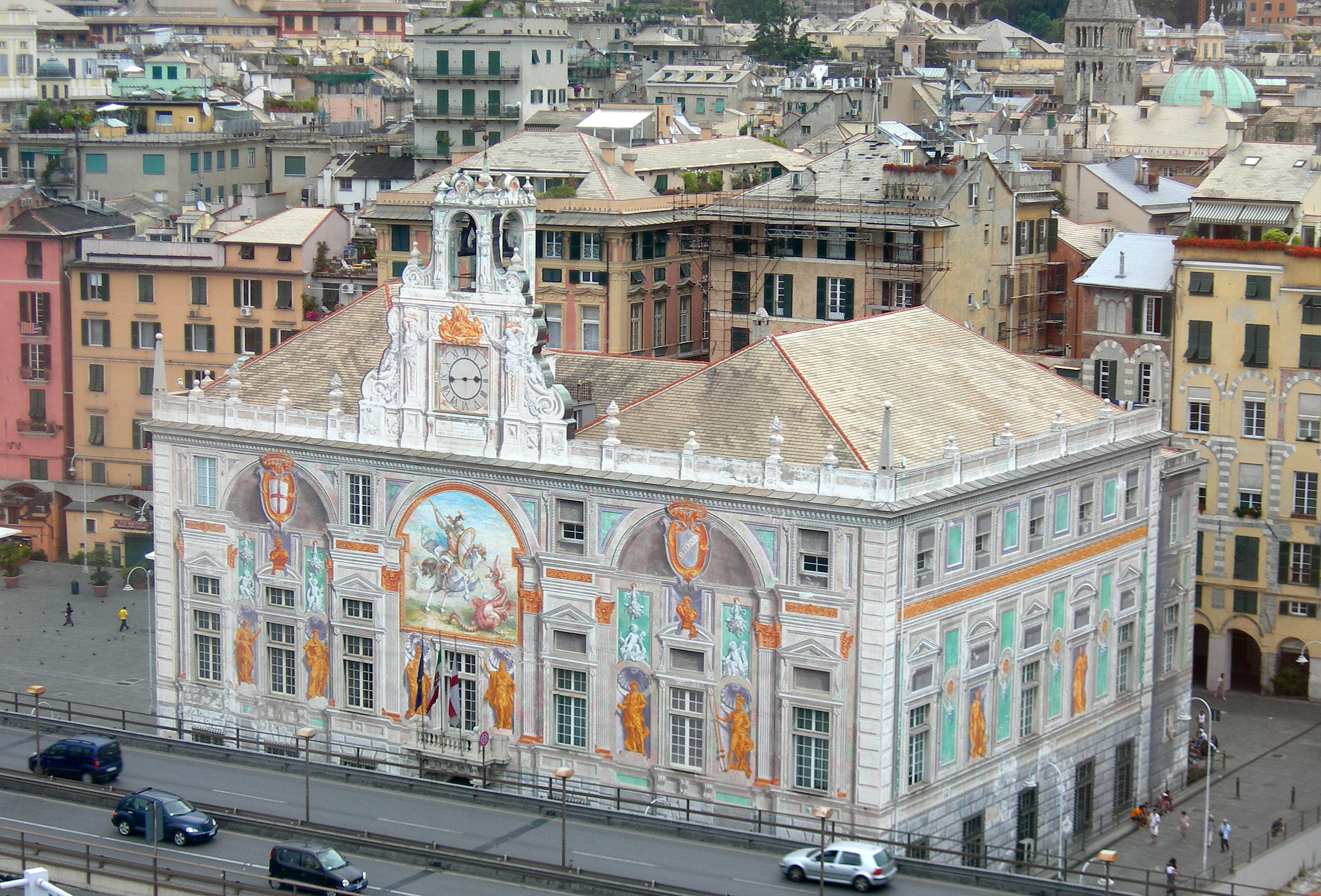
Палаццо Сан-Джорджо
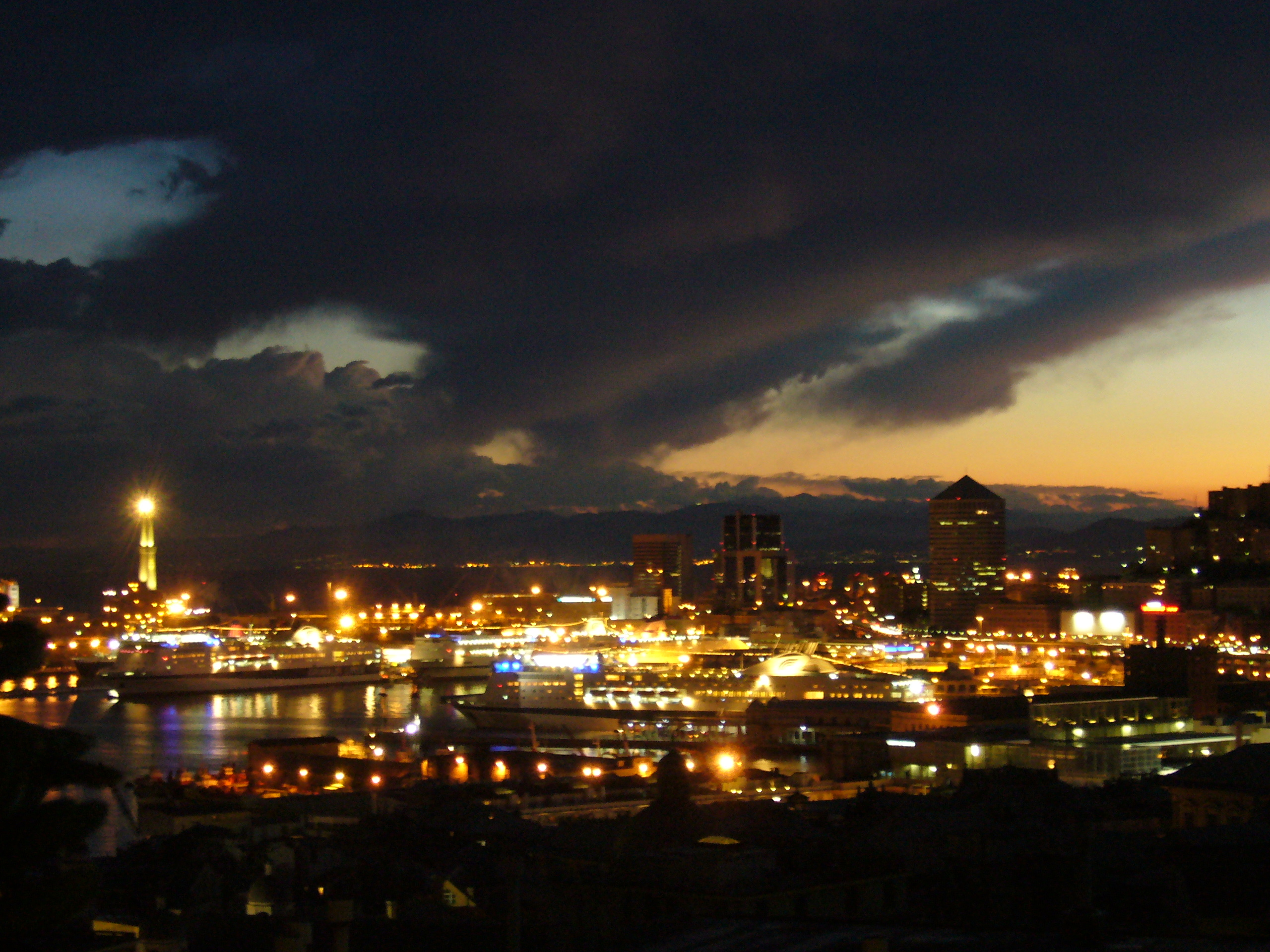
Захід сонця у Генуї
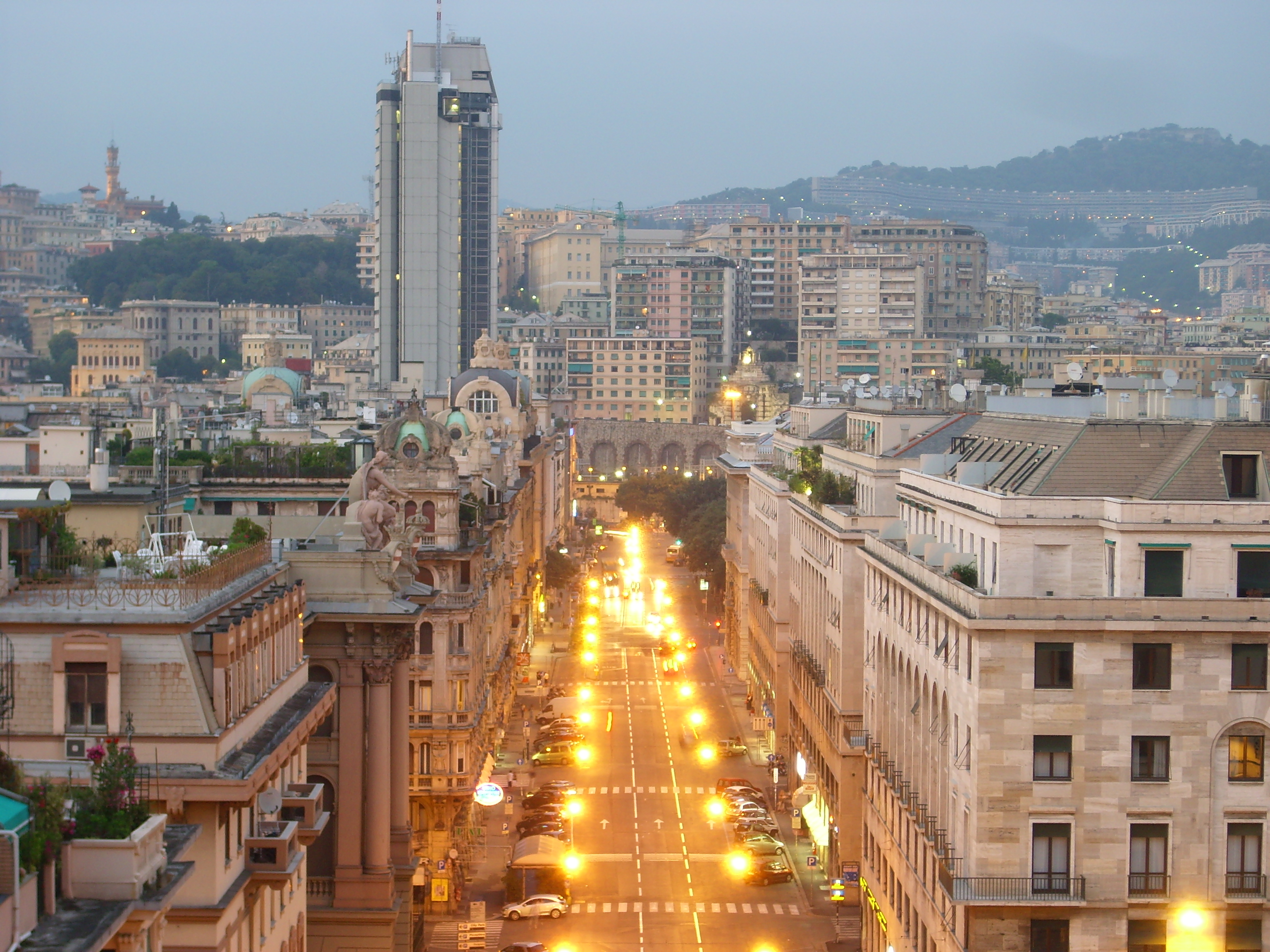
Вулиця Брігата